# Ubuntu One
Ubuntu One là một dịch vụ đăng nhập một lần dựa trên OpenID được điều hành bởi Canonical Ltd. cho phép người dùng đăng nhập vào nhiều website thuộc sở hữu của Canonical-owned Web sites. Cho đến tháng 4 năm 2014, Ubuntu One cũng là một dịch vụ lưu trữ file và kho nhạc cho phép người dùng lưu trữ dữ liệu "trên mây".
Dịch vụ cho phép người dùng lưu trữ file trực tuyến và đồng bộ hóa chúng giữa máy tính và thiết bị di động, cũng như truyền phát âm thanh và âm nhạc từ đám mây sang thiết bị di động.
Tháng 4 năm 2014, Canonical thông báo rằng các tính năng lưu trữ và đồng bộ hóa trên đám mây sẽ ngừng hoạt động vào cuối ngày 31 tháng 7 năm 2014, khiến các tính năng đăng nhập không còn nguyên vẹn.

## Lịch sử
Vào tháng 6 năm 2013, Ubuntu Single Sign On được đổi tên thành Ubuntu One như một phần của việc hợp nhất các dịch vụ trực tuyến của Canonical dưới thương hiệu Ubuntu One. Ngoài ra, thông báo đã xác định Ubuntu Pay là một dịch vụ khác thuộc thương hiệu. Sau khi vi phạm bảo mật vào tháng 7 năm 2013, Canonical đã đặt Ubuntu Forums dưới thương hiệu, nghĩa là người dùng Diễn đàn hiện đăng nhập bằng Ubuntu One, thay vì hệ thống mật khẩu tên người dùng trước đó.
Ngày 2 tháng 4 năm 2014, Canonical tuyên bố ngừng các dịch vụ Ubuntu One được chọn. Kể từ ngày thông báo, không còn có thể mua dung lượng lưu trữ hoặc âm nhạc. Dịch vụ file sẽ không khả dụng từ ngày 1 tháng 6, nhưng người dùng hiện tại được phép tải xuống nội dung của họ cho đến ngày 31 tháng 7, khi tất cả dữ liệu được lưu trữ sẽ bị xóa vĩnh viễn. Canonical giải thích rằng họ không sẵn sàng đầu tư nhiều hơn vào Ubuntu One, vốn sẽ được yêu cầu để cạnh tranh với các dịch vụ khác. Thay vào đó, ưu tiên của họ là tạo ra một "hệ điều hành hội tụ cho điện thoại, máy tính bảng, máy tính để bàn". Công ty cũng đã công bố kế hoạch phát hành mã nguồn cho phần mềm máy chủ Ubuntu One ra công chúng theo giấy phép nguồn mở. Việc tắt các dịch vụ lưu trữ và đồng bộ hóa trên đám mây không ảnh hưởng đến chức năng đăng nhập một lần của Ubuntu One, sẽ vẫn được giữ nguyên.
Ngày 31 tháng 7 năm 2014, dịch vụ đã ngừng hoạt động và tất cả các file của người dùng đã bị xóa.
Tháng 8 năm 2015, Canonical đã phát hành mã đồng bộ hóa tệp theo GNU AGPL. Một số bộ phận máy chủ khác vẫn được phát hành mà không có ETA.

## Tính năng
Ubuntu One có ứng dụng client chạy trên Ubuntu 9.04 trở lên, Windows XP trở lên, và Mac OS X 10.6 trở lên. Các bản phân phối Linux khác không chạy Gnome được hỗ trợ thông qua console client. Mã nguồn có sẵn thông qua Launchpad và có thể dễ dàng được biên dịch cho các hệ điều hành tương tự Unix khác như FreeBSD. Có một ứng dụng âm nhạc Ubuntu One cho các thiết bị iOS. Tài khoản Ubuntu One miễn phí cung cấp 5 GB dung lượng lưu trữ.
Dịch vụ Ubuntu One tương tự như Microsoft OneDrive,iCloud, Dropbox, Google Play Music, Amazon Cloud Player. Bản client của nó được viết bằng Python. Nó đã sử dụng Twisted cho mạng cấp thấp và Bộ đệm giao thức để mô tả giao thức. Dữ liệu được đồng bộ hóa qua một giao thức tùy chỉnh có tên là "u1st Storage" và được lưu trữ trên Amazon S3.
Ubuntu One cung cấp tự động tải lên các bức ảnh được chụp từ thiết bị di động Android để đồng bộ hóa ngay lập tức giữa các máy tính; tích hợp với Mozilla Thunderbird cho các liên hệ và với Tomboy để ghi chú do quyền truy cập vào thể hiện CouchDB cục bộ. Nó cũng có khả năng mua nhạc không có DRM trong khi đồng bộ hóa chúng tự động với Tài khoản Ubuntu One thông qua Ubuntu One Music Store (hợp tác với 7digital).
Ubuntu One đã xuất bản API cho các nhà phát triển muốn xây dựng các ứng dụng với đồng bộ hóa file và dữ liệu hoặc phát nhạc.
Tài khoản Ubuntu One đã cấp cho người dùng quyền truy cập vào Canonical Store, Launchpad, Ubuntu One và các dịch vụ Ubuntu khác; tài khoản Ubuntu One cho phép người dùng lưu trữ các file trong đám mây, lưu trữ chi tiết danh bạ của họ trong giao diện, truy cập Ubuntu One Music Store để mua nhạc từ và kích hoạt Ubuntu Software Center. Các trang web khác hỗ trợ ủy quyền OpenID cũng có hỗ trợ cho Ubuntu One.

## Tiếp nhận
Ubuntu One đã bị chỉ trích trong cộng đồng Ubuntu vì sử dụng phần mềm máy chủ độc quyền.
Không có client gốc tích hợp cho biến thể Kubuntu của hệ điều hành Ubuntu, kể từ tháng 1 năm 2013. Tích hợp Kubuntu đang được phát triển và cũng đã nhận được một khoản trợ cấp từ Google Summer of Code 2010.
Những chỉ trích tiếp theo liên quan đến việc chia sẻ doanh thu không rõ ràng sẽ được cấp cho cộng đồng. Nhóm phát triển Amarok đã thông báo rằng họ sẽ không thêm hỗ trợ cho Ubuntu One Music Store cho trình phát đa phương tiện Amarok vào lúc này, không giống như cửa hàng truyền thông Magnatune, trả lại 10% doanh thu được sản xuất qua giao diện cho Amarok.

## Lưu trữ
Dung lượng lưu trữ được khoán ngoài cho Amazon S3.
Các tệp được lưu trữ trong kho lưu trữ tệp Ubuntu One không được mã hóa.

## chú thích
1. ↑  "What is Ubuntu One". ngày 13 tháng 5 năm 2009. Bản gốc lưu trữ ngày 6 tháng 3 năm 2011.
2. ↑  "Ubuntu One Servers in Launchpad". Truy cập ngày 22 tháng 10 năm 2010. Other/Proprietary
3. ↑  "One license notice example". Bản gốc lưu trữ ngày 20 tháng 12 năm 2019. Truy cập ngày 22 tháng 10 năm 2010. under the terms of the GNU General Public License version 3, as published by the Free Software Foundation.
4. 1 2 3  Silber, Jane (ngày 2 tháng 4 năm 2014). "Shutting down Ubuntu One file services". Canonical Blog. Canonical. Truy cập ngày 5 tháng 4 năm 2014.
5. ↑  Brodkin, Jon (ngày 2 tháng 4 năm 2014). "Ubuntu One storage and music service shut down by Canonical". Ars Technica. Truy cập ngày 5 tháng 4 năm 2014.
6. ↑  https://insights.ubuntu.com/2015/08/10/ubuntu-one-file-syncing-code-open-sourced
7. ↑  https://bugs.launchpad.net/ubuntuone-servers/+bug/375272
8. ↑  "UbuntuOne Packages for Fedora | Maxiberta's Blog". Maxiberta.com.ar. Bản gốc lưu trữ ngày 20 tháng 7 năm 2013. Truy cập ngày 19 tháng 6 năm 2013.
9. ↑  "Ubuntu One Client in Launchpad". Launchpad.net. Truy cập ngày 19 tháng 6 năm 2013.
10. ↑  "Ubuntu One: Downloads". Bản gốc lưu trữ ngày 9 tháng 8 năm 2011. Truy cập ngày 1 tháng 10 năm 2011.
11. ↑  "Ubuntu One Technical Details". Ubuntu.com. Bản gốc lưu trữ ngày 20 tháng 3 năm 2019. Truy cập ngày 17 tháng 2 năm 2012.
12. ↑  "Relaxed Ubuntu 9.10: CouchDB to be Integrated - Linux Magazine Online". Linux-magazine.com. ngày 15 tháng 10 năm 2009. Truy cập ngày 26 tháng 1 năm 2010.
13. ↑  Ubuntu One. "What's this?". Truy cập ngày 14 tháng 1 năm 2019.
14. ↑  "Bug #375272 in Ubuntu One Servers: "Server software is closed source" — Launchpad".
15. ↑  Bradley M. Kuhn (ngày 14 tháng 1 năm 2010). "Back Home, with Debian!". Truy cập ngày 22 tháng 10 năm 2010. UbuntuOne's server side system is proprietary software with no prospects of liberation.
16. ↑  "Launchpad bug #375145 - Ubuntu One should have a KDE client". Truy cập ngày 8 tháng 1 năm 2012.
17. ↑  "Using Ubuntu One in Kubuntu". Truy cập ngày 24 tháng 10 năm 2013.
18. ↑  Jonathan Corbet (ngày 2 tháng 3 năm 2010). "The Ubuntu One music store and free software for profit". Truy cập ngày 14 tháng 1 năm 2019.
19. ↑  Kretschmann, Mark. "Ubuntu One Music Store integration • KDE Community Forums". Bản gốc lưu trữ ngày 22 tháng 5 năm 2011. Truy cập ngày 16 tháng 4 năm 2010.
20. ↑  "buckman's magnatune blog: Giving money to open source". Truy cập ngày 3 tháng 12 năm 2011.
21. ↑  "Ubuntu One/TechnicalDetails - Ubuntu Wiki". Bản gốc lưu trữ ngày 20 tháng 3 năm 2019. Truy cập ngày 23 tháng 9 năm 2019.
22. ↑  "Ubuntu One: Help: FAQs-Are my files stored on the server encrypted?". Truy cập ngày 16 tháng 12 năm 2012.